# Chail (Deux-Sèvres)
Chail korábbi község Franciaország Új-Aquitania régiójában, Deux-Sèvres megyében. 
Lakosainak száma 495 fő (2018. január 1.). Chail Saint-Vincent-la-Châtre, Maisonnay, Pouffonds, Saint-Génard, Saint-Léger-de-la-Martinière és Sompt községekkel határos.
2019. január 1-jén Sompt korábbi községgel egyesült és az így létrejött Fontivillié új község része lett.

## Népesség
A település népességének változása:
| Lakosok száma | 524  | 513  | 528  | 503  | 495  |
|               | 2013 | 2015 | 2016 | 2017 | 2018 |